# Macaria
Macaria este în mitologia greacă zeița care reprezintă o moarte binecuvântată. Era fiica lui Hades și a Persefonei, iar frații ei sunt Melinoe și Zagreus.
Macaria mai este și numele fiicei lui Heracle, mama ei fiind Deianira. Se spune că ea a fost jerfită după moartea cumplită a tatălui ei.